# Liste der Monuments historiques in Fégréac
Die Liste der Monuments historiques in Fégréac führt die Monuments historiques in der französischen Gemeinde Fégréac auf.

## Liste der Bauwerke
| Bezeichnung    | Beschreibung               | Standort | Kennzeichnung | Schutzstatus | Datum | Bild           |
| -------------- | -------------------------- | -------- | ------------- | ------------ | ----- | -------------- |
| Friedhofskreuz | Stein, 16./17. Jahrhundert | (Lage)   | PA00108613    | Inscrit      | 1951  | weitere Bilder |